# Illa Buldir
L'illa Buldir, a vegades escrit Buldyr, (en aleutià Idmaax) és una petita illa que es troba a l'oest de les illes Aleutianes, a l'estat d'Alaska, Estats Units. Es troba a mig camí entre les illes Near, a l'oest, i les illes Rat,a l'est. L'illa va ser observada per primera vegada per occidentals el 28 d'octubre de 1741 per Vitus Bering durant l'exploració que va fer per la zona.

## Geologia
És la més occidental de les illes Aleutianas que es van formar com a resultat de l'activitat volcànica a finals del Quaternari o temps recents. Les roques de l'illa es formaren en dos períodes diferenciats per un considerable lapse de temps. Les roques més antigues estan formades principalment per basalts d'olivina i les joves per basalts d'hornblenda i
andesita. Que aquesta illa sigui més jove que algunes de les veïnes també ho suggereix el fet que hi hagi menys espècies de flora.

## Geografia

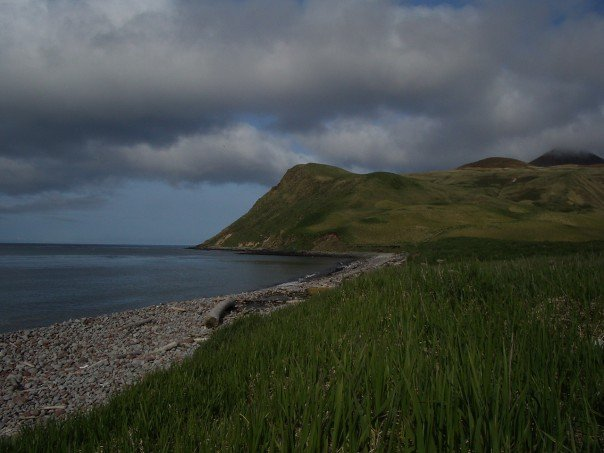
North Bight Beach, illa Buldir

L'illa és petita, amb una superfície de 19,291 km², amb una llargada de 6,9 quilòmetres i una amplada de quatre. Segons el cens dels Estats Units del 2000 no hi vivia ningú. Els dos principals volcans de l'illa són el volcà Buldir, que forma la major part de l'illa, i el volcà East Cape, que forma part nord-est de l'illa. El volcà Buldir és el punt més alt de l'illa amb 656 msnm. A les costes de l'illa hi ha nombrosos penya-segats.
Són nombroses les espècies d'aus marines que empren l'illa com a punt de reproducció. Entre les colònies d'aus de l'illa hi ha les de gavotins emplomallats, gavotins diminuts, frarets, hidrobàtids, entre altres espècies. És un dels pocs llocs del món on viuen les rissa brevirostris.